# The Elder Scrolls III: Bloodmoon
『The Elder Scrolls III: Bloodmoon』（ジ・エルダー・スクロールズ・スリー・ブラッド・ムーン）とはベセスダ・ソフトワークスが開発した『The Elder Scrolls III: Morrowind』の拡張パックの2作品目。もともとはMicrosoft Windows 対応で拡張セットがリリースされたが、『Bloodmoon』は Xbox対応の『Morrowind: Game of the Year Edition』にも同梱されている。
内部セルからなるワールドマップから分断された都市を追加した初期の拡張『Tribunal』とは違い、『Bloodmoon』はオリジナルワールドマップに大きな島、Solstheim という名の寒冷の北部地域を追加している。Solstheim 島は近隣の Vvardenfell 島にいる土着の種族Dunmer (ダークエルフ) よりも Nord の種族が圧倒的に多い。これは多かれ少なかれ島が Morrowind と Nord の故郷 Skyrim との間の国境にまたがっていることが主な理由である。
この拡張では新しい敵、ギルドとして加入できる East Empire Company、Morrowindで見られるヴァンパイアと同種のウェアウルフになれる可能性を追加している。『Bloodmoon』は降雪を含むより大きく詳細な環境も使用している。それ故に、オリジナルゲームの Ash Storm が『Bloodmoon』よりもグラフィカルな要求が大きいにもかかわらず、コンピュータ・ハードウェアの必要環境も上昇している。
『Morrowind』と『Tribunal』と同様に、『Bloodmoon』はメインクエストとは別に多数のサイドクエストと探検できる洞窟がある。『Tribunal』とは違い、『Bloodmoon』のメインクエストはその拡張で自己完結している。

## 構想

### 設定
『Bloodmoon』の物語は、名祖のゲームの主要な陸塊 Morrowind の北西と Skyrim の北東にある Solstheim の島で起きる。Morrowind と Skyrim 双方の行政が島の領有権を主張している。
Solstheim にはそれぞれ独特の異なる地域がある。
- Hirstaang Forest - Iggnir River の西と Brodir Grove の南の地域に及ぶ島の南にある。この地域は松の木と密集した草に覆われている。
- The Moesring Mountains - 島の北西に分布する山。山は絶えず雪と氷に覆われた Harstrad River の西に位置する。
- The Isinfier Plains - 島の中心にあり (Solstheim の他の地域と比較すると) 痩せた森林に覆われている。地盤はほとんど氷と雪に覆われている。
- Solstheim の東海岸は Felsaad Coast として知られている。Solstheim の東海岸は Felsaad Coast として知られている。Lake Fjalding とそこから南北に流れる川の東に位置する。Felsaad Coast の周囲は多種多様で他の各地域と似ている土地がある。

Solstheim には以下のような町がある。
- Fort Frostmoth - 島の南端にある Imperial Legion の砦。
- Raven Rock - East Empire Company（英語版） が運営管理している Ebony 鉱業集落。Hirstaang Forest の南西に位置する。
- Skaal - Felsaad Coast 地方にある 南にある Nord の村。
- Thirsk - Felsaad Coast 地方の中央にある Nord の Mead hall（英語版）。

主要な名所:
- Lake Fjalding - 島の中央東にある氷で覆われた湖。湖には Horkerも住んでいる。
- Hrothmund's Bane - 上空から見ると狼の頭の形をした奇妙な氷の構造を持つ。
- Mortrag Glacier - 島の北西の端にある氷河。
- Castle Karstaa - Mortrag Glacier の真東にある氷の城。氷の巨漢 Karstaag と彼の部下 Riekling たちの住処。

### ストーリー
『Bloodmoon』のメインクエストでは、プレイヤーは Solstheim にある Imperial の Fort Frostmoth で雑用仕事をするところからスタートする。要塞がウェアウルフから急襲を受けると、プレイヤーは 島の北部にある Nord の集落 Skaal に赴かなければならない。プレイヤーは Daedra Lord Hircine が引き起こした儀式的な狩り、Bloodmoon Prophecy を知ることになる。Daedric Prince は、プレイヤーを含めた Solstheim で最強の4人のチャンピオンを彼の氷河の本拠地に連れていく。彼は4人のチャンピオンに誰か一人が生き残るまで戦わなければならないと告げる。もしプレイヤーが生き残れば、プレイヤーは Hircine の姿の一つ──strength (熊)、speed (エルク)、guile (自身の体でプレイヤーと戦う Hircine)──と戦わなければならない。プレイヤーが勝利すると、崩れ落ちる氷河から逃げなければならなくなる。これによってメインクエストは完了する。

## 『Morrowind』に追加されるもの
- Berserker
- Bear
- Wolve
- Werewolve
- Draugar（英語版）
- Riekling（英語版）
- Spriggan
- Grahl
- Nordic Silver Weapon
- Stalhrim (Ice) Weapon
- Huntsman Weapon
- Wolf Armor
- Bear Armor
- Snow Wolf Armor
- Snow Bear Armor
- Stahlrim (Ice) Armor
- Nordic Mail Armor
- Nordic Alchemical ingredients
  - Wolf Pelt
  - Bear Pelt
  - Snow Wolf Pelt
  - Snow Bear Pelt
  - Ripened Belladonna Berries
  - Unripened Belladonna Berries
  - Holly Berries
  - Heartwood
  - Bristleback Leather
  - Grahl Eyeballs
  - Gravetar
  - Horker Tusk
  - Raw Stahlrim
  - Wolfsbane Petals